# Sant’Anna Arresi
Sant’Anna Arresi ist eine italienische Gemeinde (comune) mit 2642 Einwohnern (Stand 31. Dezember 2023) in der Provinz Sulcis Iglesiente auf Sardinien. Die Gemeinde liegt etwa 19 Kilometer südöstlich von Carbonia und etwa 35,5 Kilometer südsüdöstlich von Iglesias am Mittelmeer (Ortsteil Porto Pino). Ein Teil von Sant’Anna Arresi liegt im Parco Geominerario Storico ed Ambientale della Sardegna.

## Geschichte
Im Gemeindegebiet sind Überreste der Nuraghenkultur zu finden, z. B. die Nuraghe Coi Casu.

## Verkehr
Durch die Gemeinde führt die Strada Statale 195 Sulcitana von Cagliari nach San Giovanni Suergiu.